# Alex Fernandes
Alexsandro Fernandes Xavier (n. 1 de abril de 1973; Recife, Brasil), conocido simplemente como Alex, es un exfutbolista brasileño que jugaba de delantero con Club de Fútbol Monterrey y Monarcas Morelia, Tampico Madero, clubes en la Primera División de México, donde tuvo sus mejores años.

## Trayectoria
Antes de llegar a México, Fernandes jugó para los clubes brasileños: Sport Club do Recife, Clube Náutico Capibaribe, y Criciúma Esporte Clube. Llegó a la Primera División de México en la Invierno 1999, debutando para Monarcas Morelia. Permaneció con Monarcas Morelia hasta la temporada Apertura 2002, cuando fue transferido a CF Monterrey.
Fernandes tuvo un gran debut en México, anotando 7 goles en 19 partidos en la temporada invierno 1999 y otros 9 goles en la temporada verano 1999, obteniendo su primer título en el balompié mexicano en el invierno 2000, derrotando al Toluca en serie de penaltis, Alex tiro el quinto penalti para Monarcas Morelia fallándolo. En total, él anotó 72 goles para Monarcas Morelia in sus 4 años allí, incluyendo 15 en la temporada Apertura 2002 antes de su transferencia a CF Monterrey. 
Alex en el CF Monterrey, anotó 9 goles en 24 juegos en la temporada Clausura 2003, y otros 11 goles en la temporada Apertura 2003. En esa temporada con el CF Monterrey, dirigidos por Daniel Passarella, ganaron el Campeonato de la temporada Clausura 2003, precisamente contra su exequipo, Morelia. Alex y sus compañeros jugaron un excelente torneo. En la temporada Clausura 2004, anotó 6 goles en 9 juegos. En la temporada Apertura 2004, no anotó gol en 9 juegos. 
En la temporada Clausura 2005, la participación de Alex otra vez se vio disminuida a causa de varias lesiones, pero en la temporada Apertura 2005, él reapareció y junto a Guillermo Franco llevaron al equipo a la Final del Campeonato. Aunque, él no jugó la Final contra Toluca, a causa de una lesión en las Semifinales contra Tigres UANL, Alex es reconocido como parte de ese equipo y de sus logros en esa temporada. 
Esto pudo haber sido el último torneo de Alex, sin embargo, en la temporada Apertura 2007, después de un descanso de las canchas profesionales del fútbol, él retornó a CF Monterrey con renovadas expectativas y esperando recuperar su nivel que tenía en temporadas pasadas a lado de su compañero Guillermo Franco. Sin embargo, cuando la temporada terminó, en diciembre del 2007, él decidió retirarse de las canchas definitivamente. 
En la selección brasileña Alex tuvo una historia muy corta en selecciones menores, jamás fue llamado para integrar la Selección de Brasil.
Alex dejó una significativa historia en el fútbol mexicano, incluyendo excelentes torneos en los clubes en los que estuvo; especialmente en México, donde fue reconocido como un excelente delantero y que ganó un par de campeonatos, el primero en diciembre del 2000 con Monarcas Morelia y con el CF Monterrey, en el 2003.

### Clubes
| Club                    | País                    | Año                     | Partidos | Goles | Media |
| ----------------------- | ----------------------- | ----------------------- | -------- | ----- | ----- |
| Monarcas Morelia        | México                  | 1999 - 2002             | 152      | 84    | 0.55  |
| C.F. Monterrey          | México                  | 2003 - 2007             | 88       | 31    | 0.35  |
| Total carrera en México | Total carrera en México | Total carrera en México | 247      | 115   | 0.47  |

## Estadísticas

### Clubes
| Náutico F.C. · Brasil |               |               |     |     |   |    |    |     |     |      |      |
| 1ª | 1994          | 1             | 1   | -   | - | -  | -  | 1   | 1   | 1    |      |
| Total club | Total club    | 1             | 1   | -   | - | -  | -  | 1   | 1   | 1    |      |
| Monarcas Morelia · México |               |               |     |     |   |    |    |     |     |      |      |
| 1ª | 1999-00       | 36            | 16  | -   | - | -  | -  | 36  | 16  | 0.44 |      |
| 1ª | 2000-01       | 38            | 17  | -   | - | -  | -  | 38  | 17  | 0.45 |      |
| 1ª | 2001-02       | 36            | 23  | 3   | 1 | 14 | 7  | 53  | 31  | 0.58 |      |
| 1ª | 2002          | 24            | 15  | 3   | 0 | 5  | 4  | 32  | 19  | 0.59 |      |
| Total club | Total club    | 134           | 71  | 6   | 1 | 19 | 11 | 152 | 83  | 0.55 |      |
| C.F. Monterrey · México |               |               |     |     |   |    |    |     |     |      |      |
| 1ª | 2003          | 24            | 9   | -   | - | -  | -  | 24  | 9   | 0.38 |      |
| 1ª | 2003-04       | 28            | 17  | -   | - | 3  | 0  | 31  | 17  | 0.55 |      |
| 1ª | 2004-05       | 4             | 0   | -   | - | -  | -  | 4   | 0   | 0    |      |
| 1ª | 2005          | 15            | 4   | -   | - | -  | -  | 15  | 4   | 0.27 |      |
| 1ª | 2007          | 14            | 1   | -   | - | -  | -  | 14  | 1   | 0.07 |      |
| Total club | Total club    | 85            | 31  | -   | - | 3  | 0  | 88  | 31  | 0.35 |      |
| Total carrera | Total carrera | Total carrera | 220 | 103 | 6 | 1  | 22 | 12  | 248 | 116  | 0.47 |
| (1)Incluye datos de la Pre Pre Libertadores (2001 y 2002). (2)Incluye datos de la Copa de Campeones de la Concacaf (2002 y 2004), Copa Pre Libertadores (2002) y Copa Libertadores (2002). |               |               |     |     |   |    |    |     |     |      |      |

## Palmarés

### Campeonatos nacionales
| Título          | Club             | País   | Año  |
| --------------- | ---------------- | ------ | ---- |
| Torneo Invierno | Monarcas Morelia | México | 2000 |
| Torneo Clausura | C.F. Monterrey   | México | 2003 |